# Sphinx ligustri
Sphinx ligustri là một loài moth được tìm thấy ở hầu hết the Palearctic ecozone. Nó có sải cánh 12 xentimét (4,7 in), và được tìm thấy ở khu vực đô thị, rừng.

## Gallery

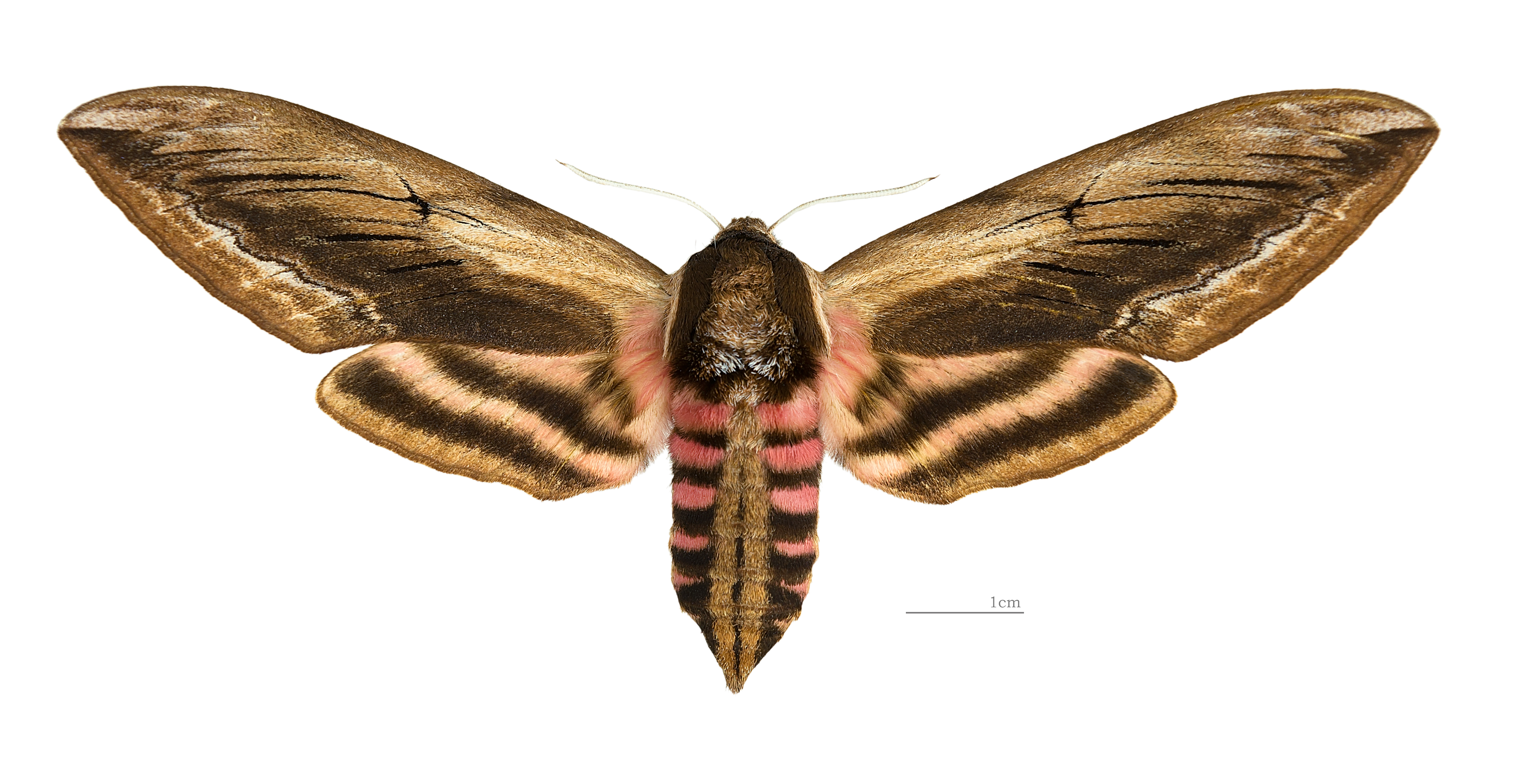
♀ Dorsal side.
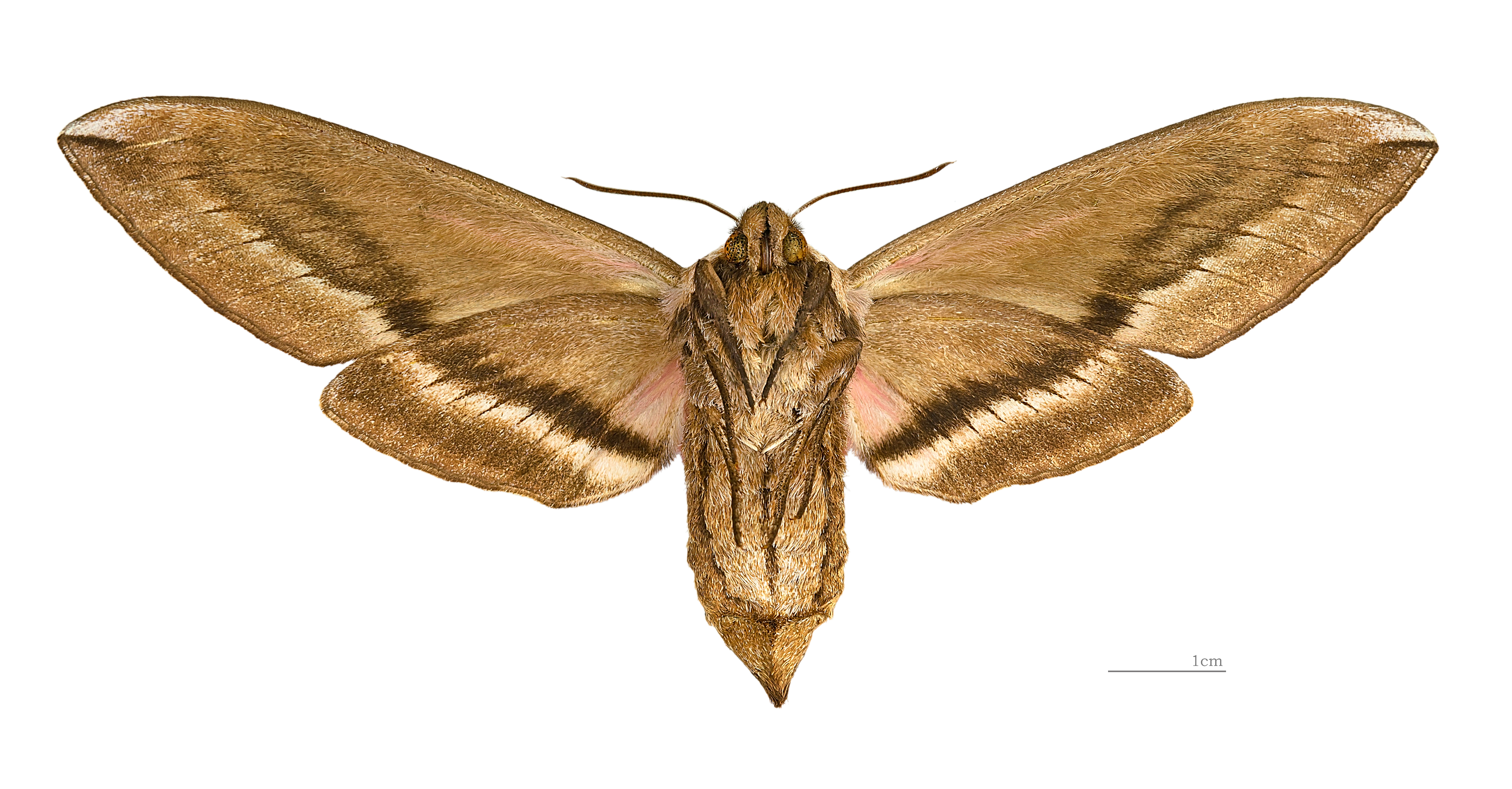
♀ △ Ventral side.
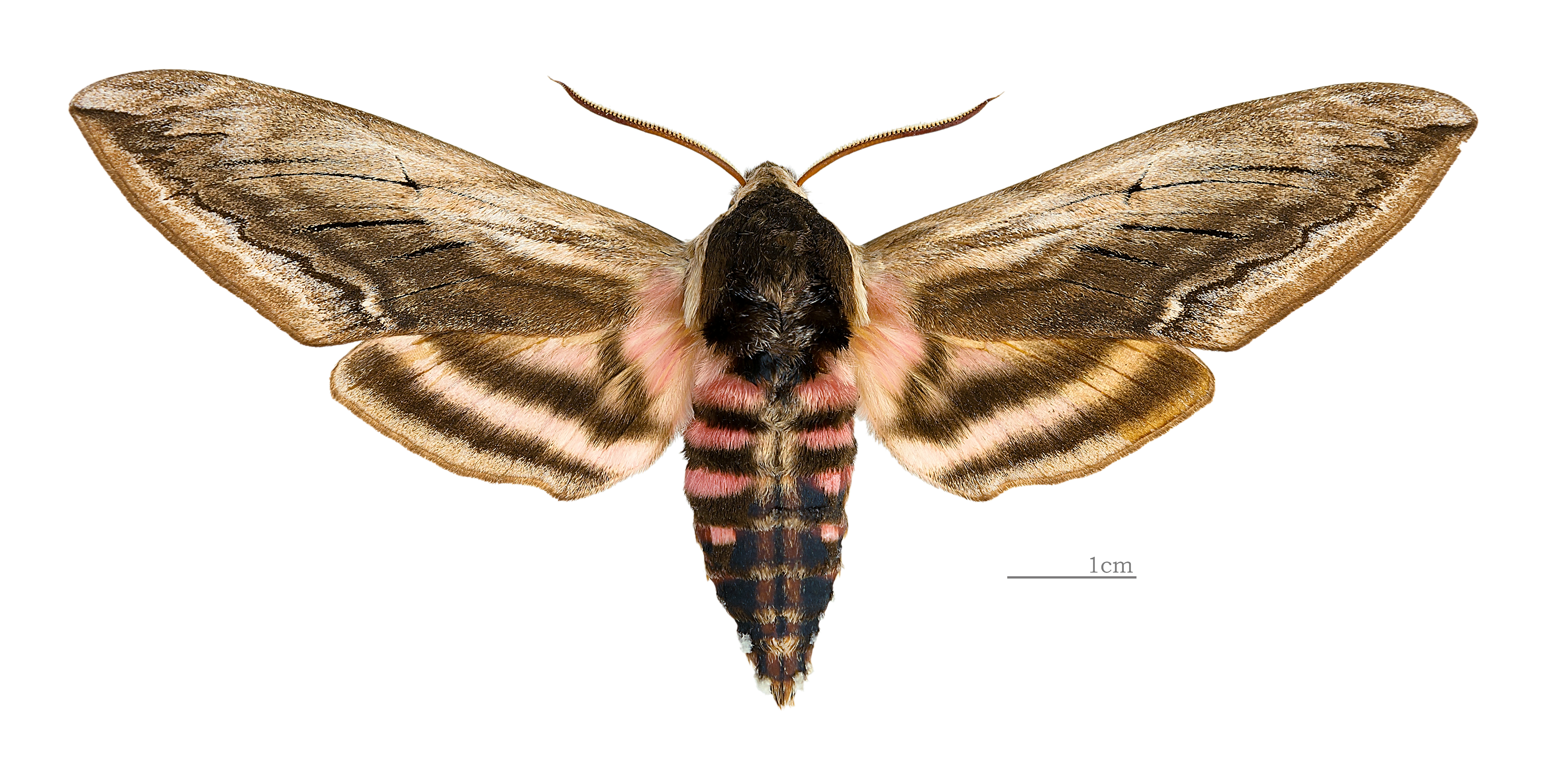
♂Dorsal side.
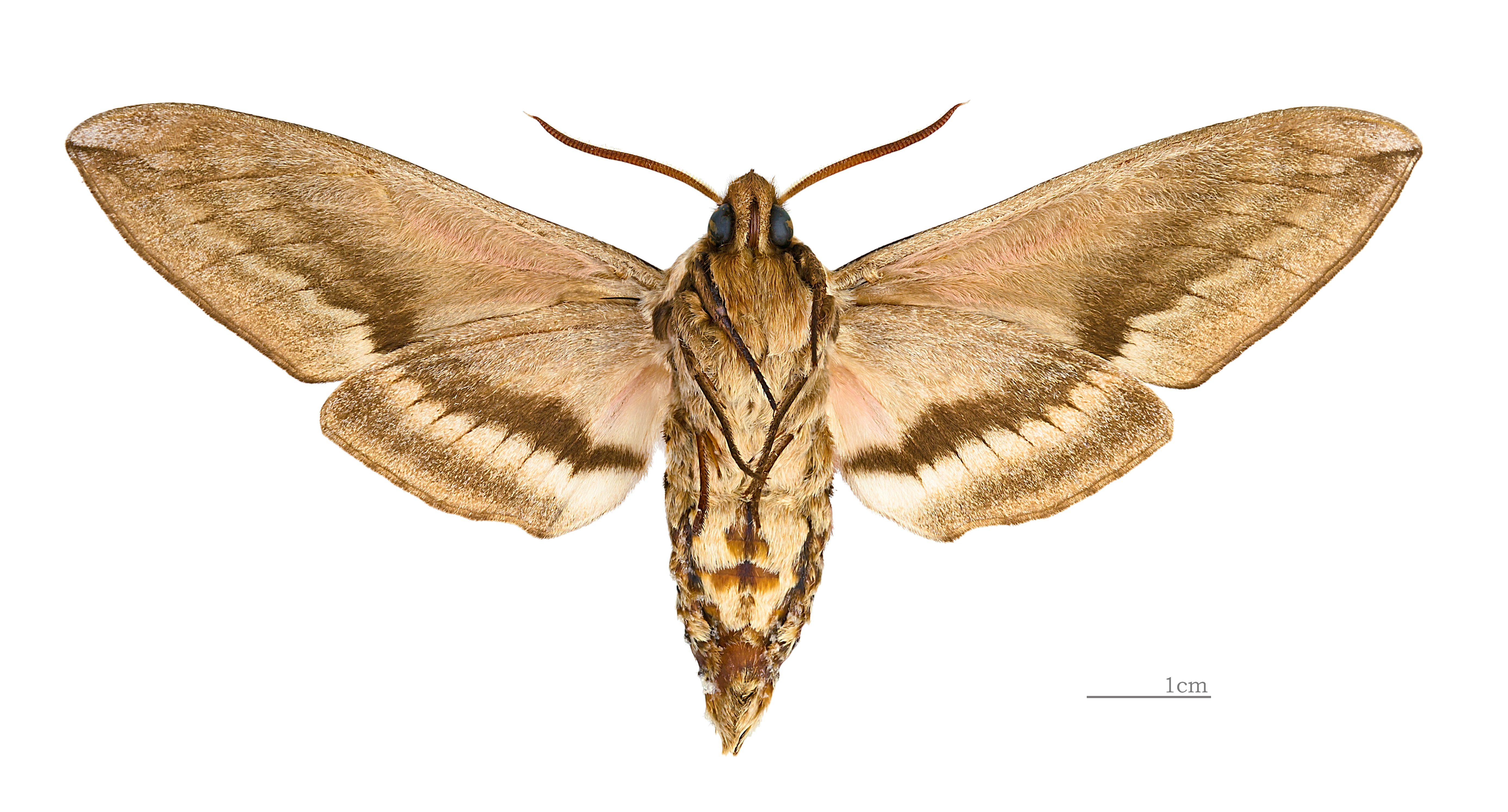
♂△ Ventral side.

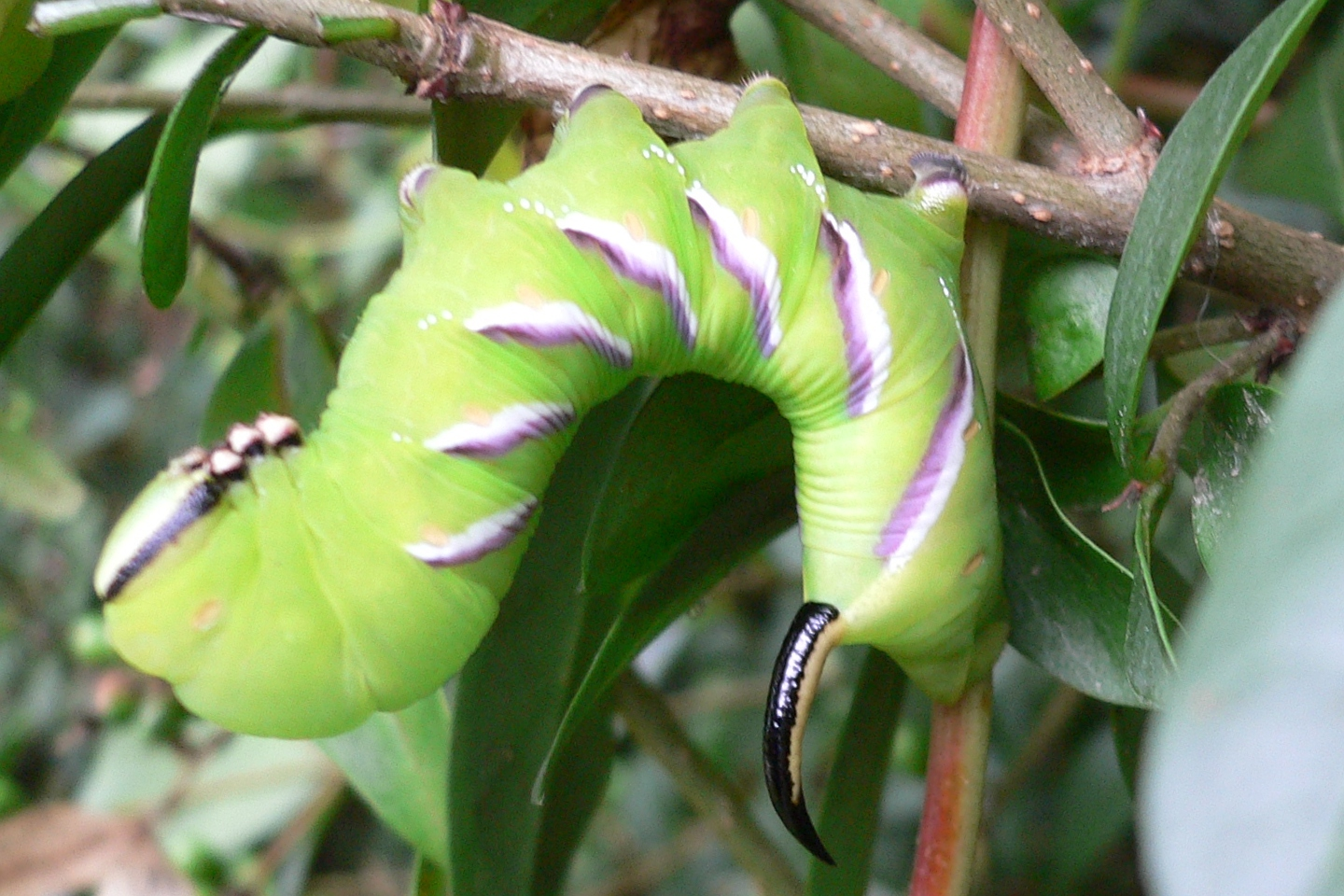
Caterpillar
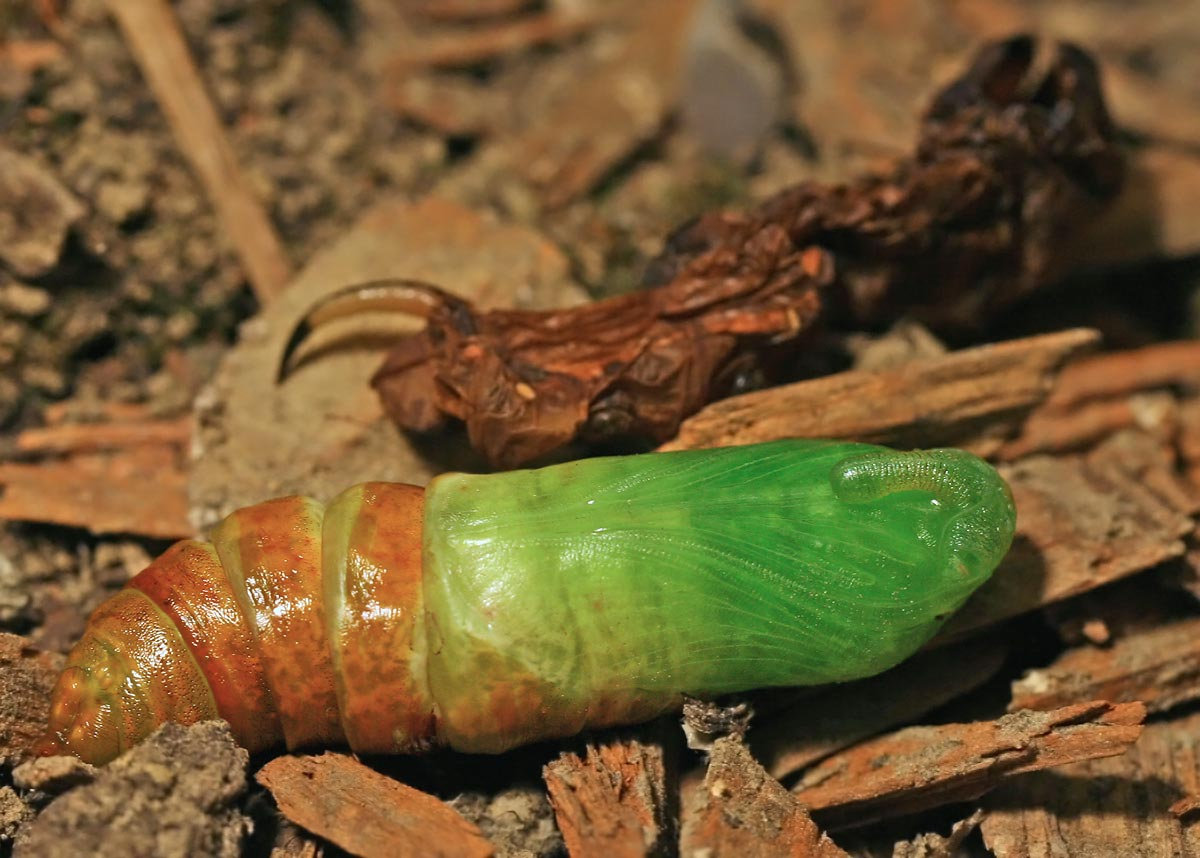
Pupating
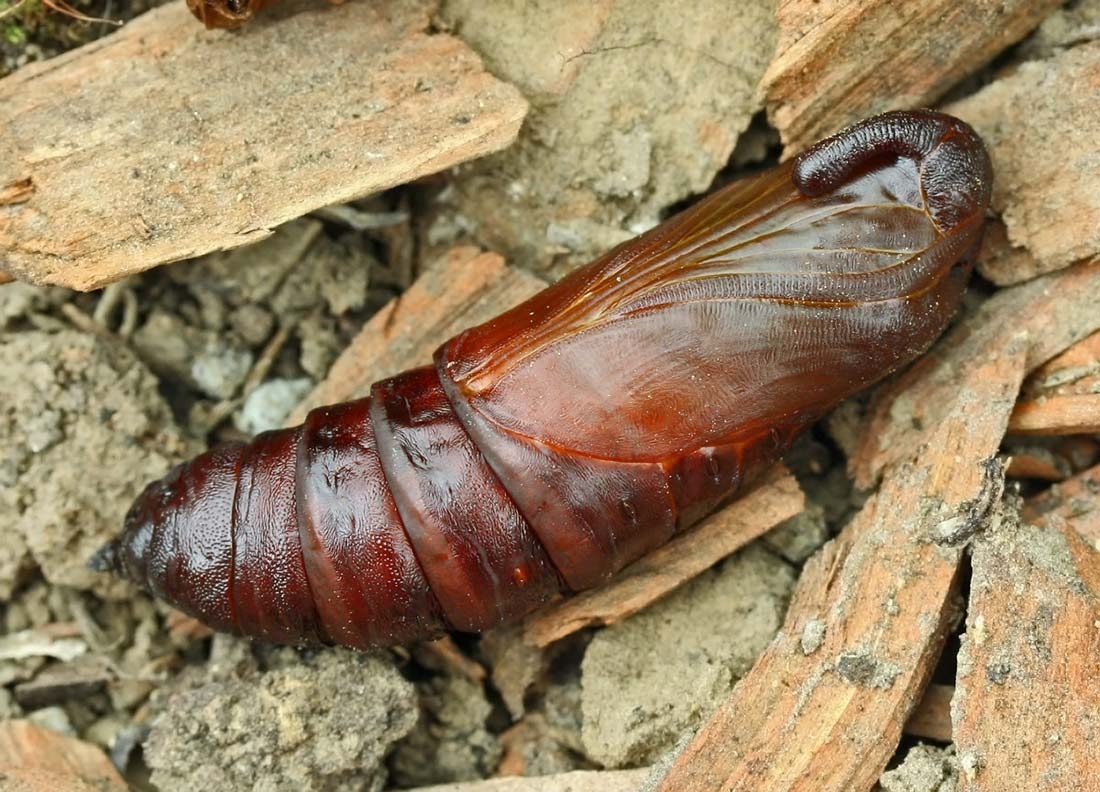
Pupa